# Liptovská Teplička
Liptovská Teplička (allemand : Kleintöpplitz) est un village de Slovaquie situé dans la région de Prešov.

## Histoire
Première mention écrite du village en 1634.

## Démographie

### Évolution de la population
| Année:               | 1994. | 2004.   | 2014.   | 2024.   |
| -------------------- | ----- | ------- | ------- | ------- |
| Nombre de personnes: | 2180  | 2293    | 2434    | 2362    |
| Différence:          |       | +5,18 % | +6,14 % | -2,95 % |

| Année:               | 2023. | 2024.   |
| -------------------- | ----- | ------- |
| Nombre de personnes: | 2380  | 2362    |
| Différence:          |       | -0,75 % |